# 大兴镇 (宿迁市)
大兴镇，是中华人民共和国江苏省宿迁市宿豫区下辖的一个乡镇级行政单位。

## 行政区划
大兴镇下辖以下地区：
大兴社区、集东社区、启建社区、清高村、周马村、桃园村、新新村、先进村、前高圩村、邹大庄村、堤南村、逸奇村、同心村、先峰村、陈洼村、卢集村和启宇村。